# Danielle Wotherspoon-Gregg
Danielle Marie Wotherspoon-Gregg (* 13. April 1980 in Red Deer) ist eine ehemalige kanadische Eisschnellläuferin.

## Werdegang
Wotherspoon-Gregg wurde viermal nordamerikanische Meisterin über 500 m und nahm im Dezember 2003 in Calgary erstmals am Eisschnelllauf-Weltcup teil, wobei sie jeweils die Plätze 33 und 32 über 500 m und 1000 m errang. In der Saison 2007/08 erreichte sie in Inzell mit dem neunten Platz über 100 m ihre einzige Top-Zehn-Platzierung im Weltcup und kam bei der Sprintweltmeisterschaft 2008 in Heerenveen auf den 23. Platz. Bei den Einzelstreckenweltmeisterschaften 2013 in Sotschi lief sie auf den 20. Platz über 500 m. In der Saison 2013/14 absolvierte sie in Salt Lake City ihren letzten Weltcup, welchen sie in der B-Gruppe auf dem 18. Platz über 500 m beendete und belegte bei den Olympischen Winterspielen 2014 in Sotschi den 33. Platz über 500 m.
Ihr Bruder Jeremy Wotherspoon und ihr Ehemann Jamie Gregg waren ebenfalls als Eisschnellläufer aktiv.

## Erfolge

### Olympische Spiele
- 2014 Sotschi: 33. Platz 500 m

### Einzelstrecken-Weltmeisterschaften
- 2013 Sotschi: 20. Platz 500 m

### Sprint-Weltmeisterschaften
- 2008 Heerenveen: 23. Platz Sprint-Mehrkampf

## Persönliche Bestzeiten
| Disziplin | Zeit        | Datum             | Ort            |
| --------- | ----------- | ----------------- | -------------- |
| 500 m     | 38,22 s     | 15. November 2013 | Salt Lake City |
| 1000 m    | 1:17,56 min | 21. November 2010 | Calgary        |
| 1500 m    | 2:03,96 min | 19. März 2003     | Calgary        |
| 3000 m    | 4:32,39 min | 26. Oktober 2002  | Calgary        |
| 5000 m    | 8:40,37 min | 5. März 1995      | Calgary        |